# Михалковцы (Хмельницкая область)
Михалковцы (укр. Михалківці) — село в Ярмолинецком районе Хмельницкой области Украины.

## История
В июле 1995 года Кабинет министров Украины утвердил решение о приватизации находившегося здесь совхоза.
Население по переписи 2001 года составляло 340 человек.

## Местный совет
32125, Хмельницкая обл., Ярмолинецкий р-н, с. Монастырок

## Известные жители
- Завадский, Михаил Адамович